# Гадалка (телесериал)
«Гада́лка» — российский многосерийный детективный драматический телесериал режиссёра Ильи Казанкова.
Премьерный показ первого сезона состоялся 11 февраля 2019 года на «Первом канале». Заключительная серия первого сезона вышла в эфир 6 марта 2019 года. (с 17 по 27 мая 2021 выходили повторы 1-го сезона на телеканале «ТВ-3»).
Второй сезон стартовал 28 сентября 2020 года. После 7-й серии 2-го сезона телеканал без объяснения причин снял телесериал с эфира. Позже, со 2 по 12 августа 2021 года на «Первом канале» второй сезон был показан полностью.

## Сюжет
В центре сюжета — столичный майор Алексей Потапов и девушка из маленького провинциального городка Люся Некрасова — на первый взгляд, странный тандем, занимающийся расследованием сложных преступлений. Люся — необычная девушка: она видит людей, места, детали преступлений. Описав со стопроцентной точностью место убийства собственной сестры, Некрасова становится незаменимым сотрудником полиции, с чем категорически не согласен её начальник — Потапов, привыкший верить только неопровержимым фактам, а не каким-то там видениям и предчувствиям. Но вскоре он вынужден признать: ненормальная «гадалка» всё чаще оказывается права.

## В ролях
| Актёр                  | Роль |
| ---------------------- | --- |
| Михаил Пореченков      | Алексей Иванович Потапов майор полиции, начальник оперативно-розыскного отдела УВД, следователь                                                             |
| Екатерина Олькина      | Людмила (Люся) Сергеевна Некрасова бывшая медсестра, экстрасенс, специальный сотрудник оперативно-розыскного отдела УВД                                     |
| Василий Бочкарёв       | Михаил Игнатьевич Бахтин полковник полиции (во 2-м сезоне — генерал), начальник УВД                                                                         |
| Борис Щербаков         | Константин Юрьевич генерал полиции (1-й сезон) |
| Владимир Капустин      | Николай Томин капитан полиции, оперуполномоченный, сотрудник оперативно-розыскного отдела УВД                                                               |
| Яна Крайнова           | Марина Александровна Никитина капитан полиции, эксперт-криминалист, сотрудник оперативно-розыскного отдела УВД, любовница (затем — бывшая) Алексея Потапова |
| Михаил Парыгин         | Андрей Знаменский старший лейтенант полиции, оперуполномоченный, сотрудник оперативно-розыскного отдела УВД                                                 |
| Дмитрий Репин          | Александр (Саня) Сергеевич Перов старший лейтенант полиции, оперуполномоченный, сотрудник оперативно-розыскного отдела УВД                                  |
| Владимир Федотов       | Сергей Эдгардович Зубов («Эдгардыч») врач, судебно-медицинский эксперт высшей категории, сотрудник оперативно-розыскного отдела УВД                         |
| Александр Асташёнок    | Максим Шелковников младший брат Марты Шелковниковой, друг Людмилы Некрасовой                                                                                |
| Юлия Ауг               | Марта Шелковникова бизнес-леди, старшая сестра Максима Шелковникова, подруга Людмилы Некрасовой                                                             |
| Анна Тараторкина       | Надежда жена Владимира, мать Артёма, любовница Максима Шелковникова (1-й сезон)                                                                             |
| Николай Иванов         | Владимир муж Надежды, отец Артёма (1-й сезон) |
| Сергей Губанов         | Игорь Анатольевич Новожилов подполковник полиции, заместитель начальника УВД (1-й сезон)                                                                    |
| Лидия Мельникова       | Любовь (тётя Люба) мать Алексея Потапова (1-й и 2-й сезоны)                                                                                                 |
| Константин Воробьёв    | Николай (дядя Коля) сожитель Любови (тёти Любы) (1-й и 2-й сезоны)                                                                                          |
| Марат Башаров          | Сергей Александрович Кораблёв («Титаник») полковник полиции, новый начальник УВД (2-й сезон, с серии № 4)                                                   |
| Евгения Дмитриева      | Клавдия Венедиктовна жена нового начальника УВД Сергея Александровича Кораблёва («Титаника») (2-й сезон, с серии № 7)                                       |
| Александр Кузнецов     | Эдуард Андреевич Островский лепидоптеролог (1-й сезон) |
| Борис Эстрин           | Марек Фридман адвокат (1-й и 2-й сезоны) |
| Дарья Баслык           | Варя девушка Сани Перова (1-й и 2-й сезон) |
| Иван Ефремов           | Василий Васильевич Саблин капитан оперативно-розыскного отдела УВД (2-й сезон, с серии № 13)                                                                |
| Анна Зайкова           | Элен Фонвизин французская журналистка (2-й сезон) |
| Маргарита Конышева     | Светлана секретарь (1-й и 2-й сезоны) |
| Денис Давыдов          | Толя дежурный (1-й и 2-й сезоны) |
| Пётр Таренков          | Альберт Афанасьевич (2-й сезон) |
| Виктор Пипа            | Владимир Ильич Тапин полковник из ГУСБ МВД РФ (2-й сезон, серии № 11, 14, 15, 16)                                                                           |
| Святослав Насташевский | Фёдор Иванович замминистра, генерал-лейтенант (2-й сезон, серии № 14, 15, 16) (в титрах серии № 15 и № 16 – Станислав Насташевский)                         |
| Ольга Сухарева         | Сенцова дочь Михаила Игнатьевича Бахтина (1-й сезон) |
| Юрий Чернов            | дед Афанасий / Сергей Борисович Коротков мастер спорта по самбо (2-й сезон, серия № 7)                                                                      |
| Ксения Хаирова         | Галина Сергеевна Скобейда врач (1-й сезон, серия № ) |
| Лилия Лаврова          | Анна Пушкова (1-й сезон, серия № ) |
| Светлана Йозефий       | Вера Сергеевна Захарова мать Лены (1-й сезон, серия № ) |
| Диана Арбенина         | Элина Байбакова чемпионка России и Европы по арбалетному спорту (2-й сезон, серия № 9)                                                                      |